# Madonna (Aldersbach)

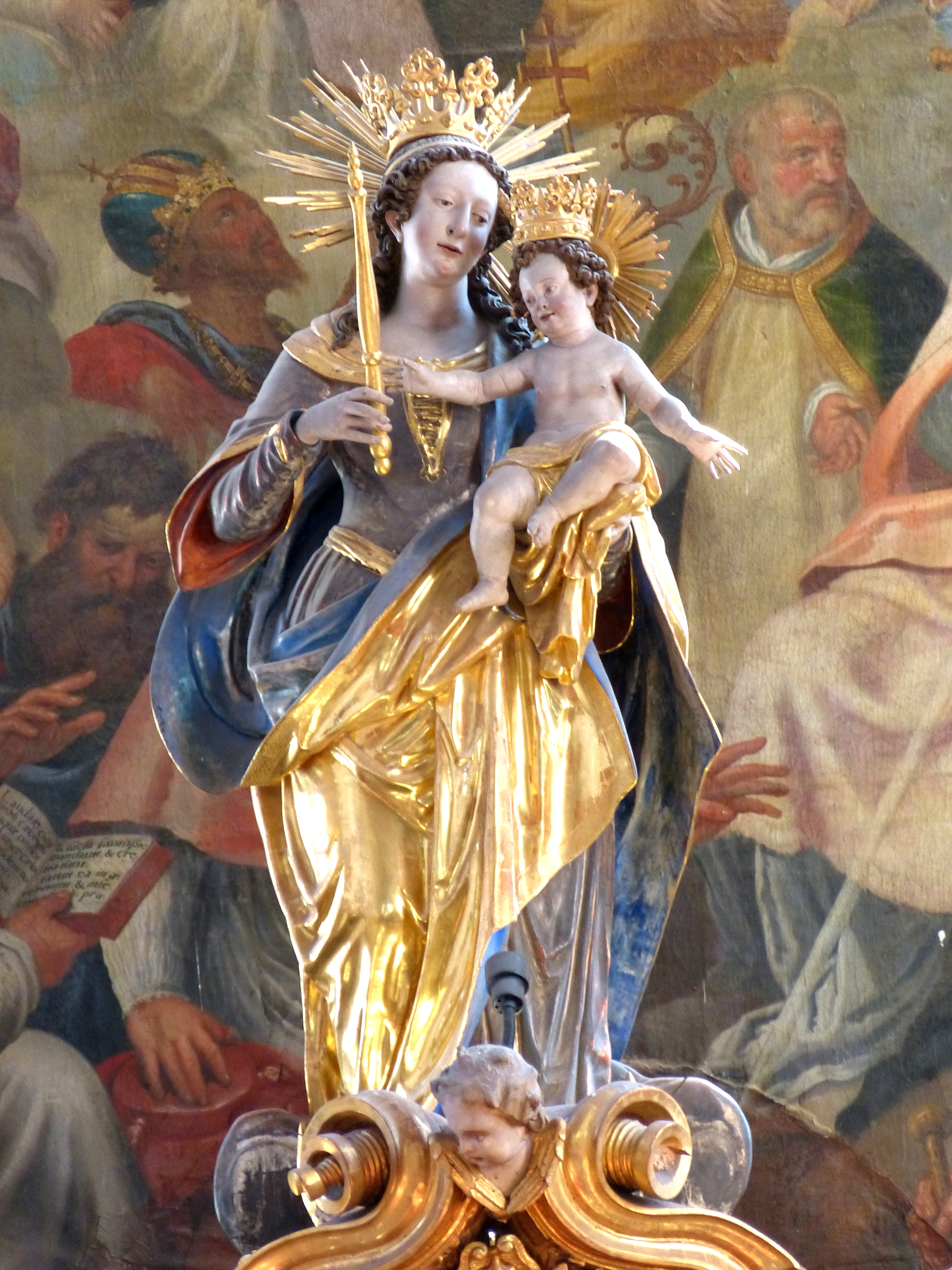
Die Mondsichel-Himmelskönigin in der Klosterkirche Aldersbach

Die Madonna (um 1620) in der ehemaligen Klosterkirche Aldersbach, in Gestalt einer Himmelskönigin mit dem Jesuskind auf der Mondsichel, ist die wohl reifste und bedeutendste Marienfigur des Weilheimer Bildhauers Hans Degler.

## Geschichte und Beschreibung
Abt Michael Kirchberger beauftragte Hans Degler 1619 für den neuen Hochaltar – der von den Brüdern Martin und Johann Matthias Kager geschaffen wurde – eine Madonna anzufertigen. Im Jahr 1620 wurde sie auf dessen Tabernakel aufgestellt.
Die Spätbarock/Régence-Umgestaltung der Klosterkirche überstand die bedeutende Skulptur und fand erneut ihren Bestimmungsort auf dem Tabernakel – den Hochaltar schuf Joseph Matthias Götz.
Die etwa 170 cm hohe Madonna hält in der rechten Hand das Himmelsszepter und mit der linken das Jesuskind, das nach dem Szepter greift. Auf beiden Häuptern sitzen reich gegliederte Kronen, und dahinter sind Strahlenkränze angebracht. An den Gesichtsausbildungen und dem Faltenwurf von Marias Kleid kommt Deglers außergewöhnliches Können zur Geltung.